# Agonista adrenérgico

Etilnorepinefrina.

Un agonista adrenérgico es un medicamento u otra sustancia que ejerce efectos similares o idénticos a los de la adrenalina (epinefrina). Por ello, son un tipo de agentes simpaticomiméticos. Sus acciones son opuestas a las de los antagonistas adrenérgicos, es decir, los beta bloqueantes y los alfa bloqueantes.

## Clasificación
Existen dos tipos fundamentales de agonistas adrenérgicos, los agonistas de los receptores alfa y de los receptores beta. En total, son cinco las categorías de los receptores adrenérgicos: α1, α2, β1, β2 y β3 y los agonistas varían en su especificidad entre los receptores. Sin embargo, también existen otros mecanismos de lograr agonismo adrenérgico. Debido a que la epinefrina y la norepinefrina son sustancias de amplio espectro, los agonistas adrenérgicos tienden a ser más selectivos y, por ende, útiles en la farmacología.

### Agonistas α1
Los agonistas α1 estimulan la actividad de la fosfolipasa C y producen vasoconstricción y midriasis. Son usados como descongestionantes y en ciertos exámenes del ojo. Algunos ejemplos incluyen:
- fenilefrina
- metoxamina
- metilnorepinefrina
- oximetazolina

### Agonistas α2
Los agonistas α2 inhiben la actividad de la enzima adenilil ciclasa, reduciendo la activación del sistema nervioso simpático mediada por el centro vasomotor de la médula espinal. Son usados como antihipertensivos, sedativos y en el tratamiento de los síntomas por la abstinencia a bebidas alcohólicas y opiáceos. Algunos agonistas de receptores α2 incluyen:
- clonidina (agonista mixto del receptor α2-adrenérgico e imidazolina-I1)
- guanfacina (preferencia por el adrenoreceptor del subtipo α2A)
- guanabenz (el agonista más selectivo por el α2-adrenérgico, a diferencia de la imidazolina-I1)
- guanoxabenz (metabolito del guanabenz)
- guanetidina (agonista del receptor α2-periférico)
- xilacina (de uso veterinario en pre-medicación)
- Dexmedetomidina (agonista del receptor α2-adrenérgico)

### Agonista β1
Los agonistas β1 estimulan la actividad de la adenilil ciclasa, abriendo los canales de calcio, produciendo estimulación cardíaca. Se utilizan en el tratamiento del shock cardiogénico, insuficiencia cardíaca aguda y bradiarritmias. Algunos ejemplos incluyen:
- Dobutamina
- Isoproterenol (tanto β1 como β2)

### Agonista β2
Los agonistas β2 estimulan la actividad de la adenilil ciclasa, cerrando los canales de calcio, produciendo relajación del músculo liso. Se utilizan en el tratamiento del asma y la EPOC. Algunos ejemplos incluyen:
- clenbuterol
- fenoterol
- formoterol
- indacaterol
- isoproterenol (β1 y β2)
- metaproterenol
- olodaterol
- salbutamol (albuterol, en los Estados Unidos)
- salmeterol
- terbutalina
- vilanterol

## Otros mecanismos
- Acción indirecta
  - anfetamina
  - tiramina
- Acción mixta
  - efedrina